# پای شیر مازندرانی
پای شیر مازندرانی (نام علمی: Alchemilla hessii) یک گونه از سرده پای شیر از خانواده یا تیرهٔ گلسرخیان است.